# レパント駅
レパント駅(Lepanto)はローマ地下鉄のA線にある駅の一つで、1980年に開業した地下駅である。
駅はプラーティ地区（リオーネ）のジューリオ・チェーザレ通り (viale Giulio Cesare) とレパント通り (via Lepanto) とマルカントーニオ・コロンナ通り (via Marcantonio Colonna) の間にある。
レパント通りにはローマ民事裁判所 (Tribunale civile di Roma)の事務所がある。

## 施設
駅には以下の施設がある:
- 切符売場

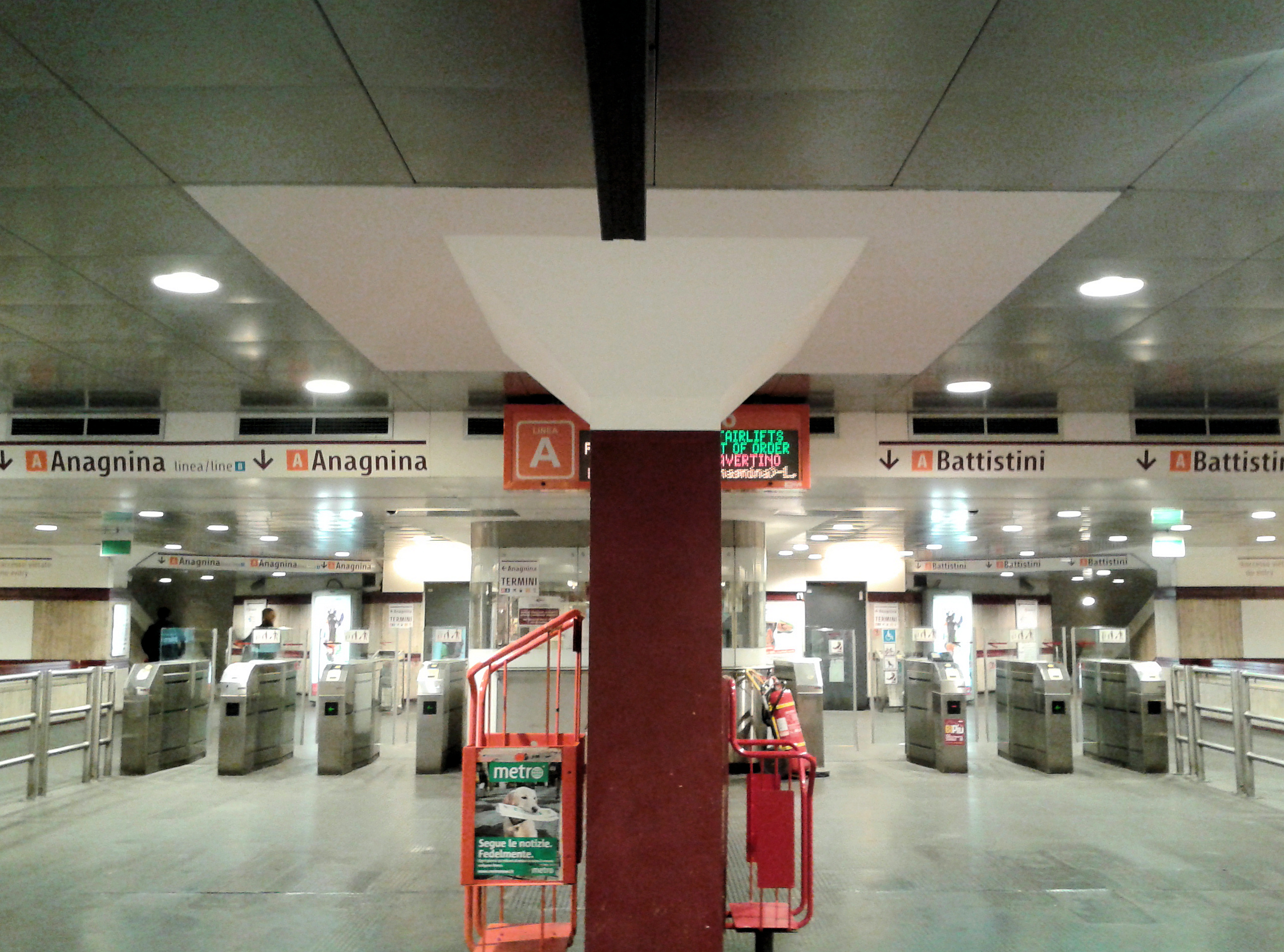
改札口
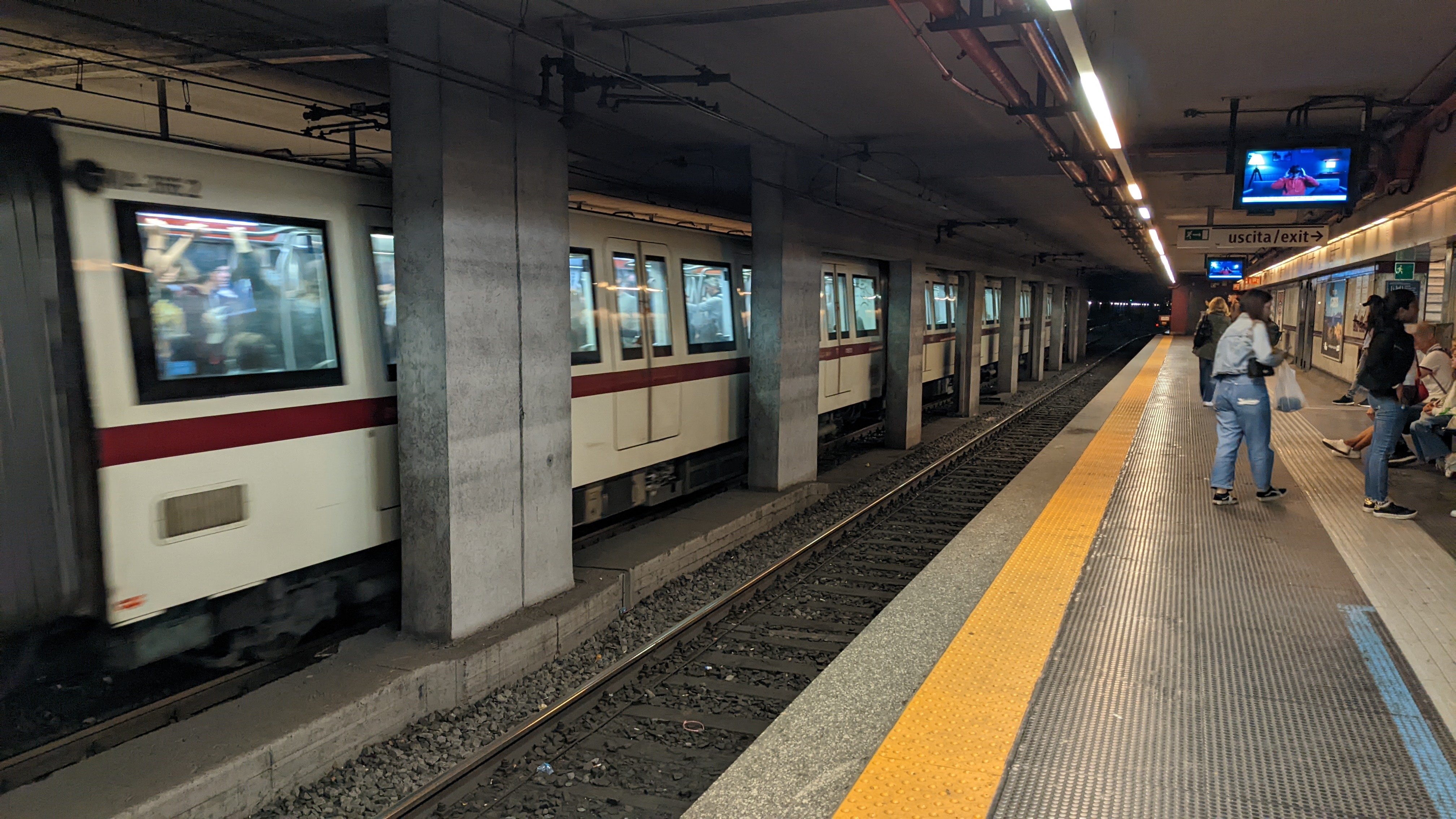
ホーム

## 周辺
- プラーティ地区 (Rione Prati)
  - カヴール広場 (Piazza Cavour)
  - コーラ・ディ・リエンツォ広場 (Piazza Cola di Rienzo)
  - クイリーティ広場 (Piazza dei Quiriti)
  - ハドリアヌス劇場 (Teatro Adriano)
  - 裁判所 (Palazzo di Giustizia)
- デッラ・ヴィットーリア地区 (quartiere Della Vittoria)
  - RAIビル (Palazzo RAI)。マッツィーニ通り (viale Mazzini)
  - クリスト・レ教会 (Chiesa di Cristo Re)
  - マミアーニ自然物理化学博物館 (Museo del Mamiani)